# Hystricia obesa
Hystricia obesa är en tvåvingeart som beskrevs av Engel 1920. Hystricia obesa ingår i släktet Hystricia och familjen parasitflugor.
Artens utbredningsområde är Peru. Inga underarter finns listade i Catalogue of Life.